# Monazita

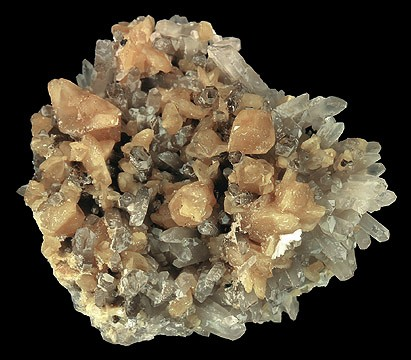
Monazita

Na geologia, o mineral monazita é um fosfato castanho-avermelhado conténdo metais, terras raras e uma fonte importante de tório, lantânio e cério. Ocorre, geralmente, na forma de pequenos cristais isolados. Existem quatro tipos diferentes de monazita dependendo da composição relativa dos elementos no mineral:
- monazita-Ce (Ce, La, Nd, Th, Y)PO4
- monazita-La (La, Ce, Nd)PO4
- monazita-Nd  (Nd, La, Ce)PO4
- monazita-Sm (Sm, Gd, Ce, Th)PO4

Os elementos nos parênteses estão listados na ordem em que estão na proporção relativa no mineral, de modo que o La é o mais comum mineral (monazita-La), e assim por diante. A sílica, SiO2, e o urânio estão, na composição, em quantidades muito reduzidas. 
A monazita é um minério importante de tório, lantânio, e cério. É frequentemente encontrado em "depósitos placer" (aluviais, ver argila), e em territórios que geologicamente já foram praias (paleopraias). Os depósitos na Índia são particularmente ricos em monazita. O mineral apresenta uma dureza de 5,0 – 5,5, e uma densidade entre 4.6 a 5.7 g/cm³, apresentando também certo magnetismo, que é usado na sua purificação. Também é minerada no Brasil, em minas como em São Francisco de Itabapoana
Devido a presença do tório na composição, a monazita pode ser considerada altamente radiotiva. Se for armazenado, deve ser resguardado de outros minerais que podem ser alterados pela radiação.
O nome "monazita" é derivado do grego  "mona`zein" ( estar solitário ), em alusão aos seus cristais isolados.